# Carl Jähkel
Carl Fritz Eric Jähkel, född 26 november 1914 i Lund, död 1 september 2011 i Sundsvalls Gustav Adolfs församling, var en svensk forstmästare.
Carl Jähkel var son till disponenten Fritz Jähkel (1887–1968) och Julia Carlstedt (1882–1952). Släkten Jähkel är ursprungligen en tysk släkt som inflyttade från Pommern runt förra sekelskiftet och slog sig ned i Vånevik, där de kom att verka på ledande poster inom stenbrytningsverksamheten på orten. Efter forstmästarexamen vid Skogshögskolan 1938 blev Jähkel skogsförvaltare vid SCA Åsarnas förvaltning 1942, Östersunds förvaltning 1949 och skogschef vid Munksunds AB 1952 samt chef för SCA:s norra skogschefsdistrikt 1955–67 och för södra distriktet 1968–71. Han var chef för SCA:s skogsdivision 1972–79.
Jähkel var ledamot av länsarbetsnämnden och skogsvårdsstyrelsen i Norrbottens län, vice ordförande i Föreningen skogsbrukets arbetsgivare, styrelseledamot i Norrbottens virkesmätningsförening och Flottningsföreningen för Torne, Kalix, Råne, Lule, Pite, Byske och Skellefte älvar. 
Jähkel var ledamot av Skogs- och Lantbruksakademien samt riddare av Vasaorden och av Finlands Lejons Orden.
Jähkel gifte sig 1942 med Carin Hjorth (1918–2002), som var dotter till skogsförvaltaren Jonas Hjorth och Anna Danielsson. De fick sönerna Staffan (född 1943), Gunnar (född 1948) och Lennart (född 1956).